# XOXOXO
XOXOXO es una canción del grupo The Black Eyed Peas de su disco The Beginning, que fue lanzada a fines de 2011 como un sencillo promocional.
Con la misma temática de la anterior canción, en donde se modifican las voces de los integrantes con su aplicación favorita Auto-Tune, en unos tonos mucho más distintos. Esta canción tiene mucho más hip-hop que las anteriores canciones y un coro repetitivo un tanto pegajoso.

## Composición
Haciendo alusión a los besos (X) y a los abrazos (O) esta canción habla de por qué las chicas se ganan el corazón de los integrantes del grupo, y como se recuerdan mutuamente que se extrañan.

## Repartición de voces
Durante la mayor parte de la canción los Peas utilizan su aplicación favorita, el Auto-Tune, la cual es muy notable a lo largo de la melodía. En especial en la voz de Taboo.
Will.I.Am = Verso 1 y Puente
Fergie    = Coros
Apl.de.Ap = Verso 2
Taboo     = Puente

## Video musical
El video musical de esta canción es interpretado por los Baby Peas, fue producido por el mismo Will.I.Am y creado por los diseñadores Pasha Shapiro, Ernst Weber y Huan Nghiem.
Al principio se puede ver a Will.i.Am, Taboo y a Apl.de.Ap En una nave espacial con unos instrumentos musicales (Will.i.am Teclado; Taboo Tambor; Apl.de.ap Batería), comienza el conteo regresivo y al momento de que despega la nave los baby peas comienzan a interpretar la melodía.
Al momento en que Will.i.am dice Presto, se muestran unas escenas en la que él se muestra por dentro cuando está enamorado. Después de volver a la realidad se muestra a Fergie en la tierra esperando la vuelta de Will.i.am, apl.de.ap y taboo. Con su IPhone les manda un XO's a will.i.am y apl.de.ap. En el segundo verso de muestra a Apl.de.Ap completamente enamorado de Fergie.
Al terminar el verso vuelve una vez más el coro en el que se ve a will.i.am y taboo ensamblando una gran X en el espacio junto a la luna. Fergie visualiza el Mensaje de los peas y se prepara para su regreso creando un XO con flores, Los baby peas regresan a la tierra y aterrizan en el mensaje de Fergie.

## Lista de canciones
4.- XOXOXO - 3:37 (Descarga Digital)
4.- XOXOXO - 3:37 (CD)
- Datos: Q3336824